# Maksym Sanduł
Maksym Ołeksandrowycz Sanduł (ur. 20 lutego 1991 w Winnicy) – ukraiński koszykarz, występujący na pozycjach silnego skrzydłowego oraz środkowego, obecnie zawodnik Basketu Kijów.
3 sierpnia 2016 został zawodnikiem Polskiego Cukru Toruń.

## Osiągnięcia
Stan na 10 czerwca 2017, na podstawie, o ile nie zaznaczono inaczej.
Drużynowe
- Wicemistrz Polski (2017)[5]
- Brąz ligi VTB (2009)
- Finalista Pucharu Ukrainy (2009, 2010)
- Uczestnik rozgrywek EuroChallenge (2008–2010, 2013/14)

Reprezentacja
- Uczestnik:
  - mistrzostw Europy:
    - U–16 (2007 – 10. miejsce)
    - U–18 (2008 – 12. miejsce, 2009 – 14. miejsce)
    - U–20 (2010 – 8. miejsce, 2011 – 10. miejsce)

  - Uniwersjady (2011 – 9. miejsce)